# 유언호
유언호(兪彦鎬, 1730년 ~ 1796년)는 조선 후기의 문신이다. 본관은 기계(杞溪). 자(字)는 사경(士京)이며, 호(號)는 즉지헌(則止軒), 시호는 충문(忠文)이다. 정조(正祖) 때의 재상으로, 김종수(金鍾秀)와 함께 사후 정조 묘정에 배향되었다.

## 생애
1761년, 문과에서 수석으로 급제하여 1763년에 사간원 정언이 되었고 1766년에 홍문관 부교리에 제수되었다. 그러나 1771년에 당론을 일으킨 권진응(權震應)을 옹호했다는 명목으로 남해현으로 유배를 당해야 했다. 이때 영조는 “이런 종류의 사람은 태어날 때부터 편당을 짓는 마음을 지녔으니, 어떻게 수죄(數罪)할 수 있겠는가?”라며 유언호와 함께 김보순(金普淳), 김재인(金載人), 김문순(金文淳)을 싸잡아 비판하였다. 다음해에 흑산도(黑山島)로 이배되었고, 서인으로 관직이 삭탈되었으며 호당록(湖堂錄)에서마저 이름이 지워졌다.
그러나 1776년에 정조가 즉위하자 중용되어 그해 6월에 이조 좌랑 겸 교서·교리가 되었고 두달 뒤 이조 참의에 제수되었다. 이때 척리에 대한 입장에 대해 정조와 대체로 비슷한 견해를 보여 정조의 신임을 얻어 규장각 직제학에 제수되어 정조를 보좌하였다. 이듬해 ≪명의록(明義錄)≫의 단사를 잘 찬술하여 정조에게 말안장을 하사받았으며 정조의 신임을 바탕으로 이조 참판, 도승지, 홍문관 제학, 형조판서, 예조판서, 이조판서를 역임하였다. 그러나 1783년에 형인 유언집(兪彦鏶)이 사망하고 다음 해에 어머니마저 사망하자 관직에서 물러났다. 그러나 여전히 정조는 유언호를 신임하여 세자시강원 우부빈객으로 삼았으며 다시 예조판서에 제수하였으나 이후 한성판윤으로 재임하면서 정조의 명을 3일 동안 따르지 않았다는 이유로 파직되었다. 그러나 다음 해에 우의정에 자리에 올랐다. 유언호는 자신이 재상에 어울리지 않는다며 세 번이나 사직상소를 올렸으나 정조는 모두 거부하였다. 같은 해에 동지사로 청나라를 다녀왔다. 그러나 다음 해에 남인 조덕린(趙德隣)이 복관되자 정조를 비판하였고, 삼사의 탄핵을 받아 제주목에 위리안치되었으나 1년 만에 풀려났다. 이후 1793년에 영돈녕부사가 되었고, 2년 뒤 좌의정에 이르렀다. 이때 곡식 가격의 안정화 조치를 정조에게 건의하였으나 정조는 미온적인 반응을 보였다. 이후 정조가 허적을 복관 시키려 하는데에 반발하여 사직하였고 이듬 해에 사망하였다. 이 때 시호를 받지 말고 묘비를 세우지 말 것을 유언했으나 정조는 관례에 따라 모두 받도록 하였다. 묘는 현재 경기도 안성시 대덕면에 위치하고 있으며 생전에 연암 박지원과 교우를 맺어 박지원이 황해도 금천에서 지낼 때 개성유수를 자원하여 박지원의 생활을 돌보기도 하였다.

## 졸기
영돈녕부사 유언호(兪彦鎬)가 죽었다. 언호는 자가 사경(士京)이며 영의정 유척기(兪拓基)의 족질이다. 젊어서부터 문학으로 이름이 알려졌고, 영종(英宗) 신사년에 등제하여 김종수(金鍾秀)와 함께 주연(胄筵)에서 지우를 받았다. 상이 즉위함에 미쳐서는 그에 대한 총애와 발탁이 다른 신하들과 아주 달라서, 몇 년 동안에 화요직을 두루 거쳐 정경(正卿)에 뛰어 올랐고 정미년에 정승이 되었다. 무신년 조덕린(趙德隣)을 복관(復官)시킬 때에는 상의 노여움이 대단하였으나 뜻을 크게 지키고 두려워하는 기색이 없었다. 이로 인해 비록 외진 섬으로 정배되는 엄한 견책을 입었으나 오래지 않아서 사면을 받아 다시 정승에 임명되어 상의 권우가 더욱 융숭하였다. 이때에 이르러 죽자 묘정(廟庭)에 배향되었다.

## 가족관계
- 조부 : 유명건(兪命健)
- 조모 : 안동 김씨
- 조모 : 순흥 안씨
  - 숙부 : 유최기(兪最基)
  - 아버지 : 유직기(兪直基)
  - 어머니 : 경주 김씨(慶州 金氏, 효정공 김유경의 딸)
    - 형 : 유언집(兪彦鏶)
    - 형 : 유언선(兪彦鐥)
    - 형 : 유언횡(兪彦鋐)
    - 아내 : 정경부인 여흥 민씨(驪興閔氏)

## 관련 문화재
- 유언호선생 묘 및 신도비 - 안성시의 향토유적 제21호

## 같이 보기
- 탕평책
- 조선 정조
- 심환지
- 채제공
- 김종수
- 박지원